# منزل جليل أرازي
منزل جليل أرازي (بالفارسية: خانه جلیل آرازی) هو منزل تاريخي يعود إلى عصر القاجاريون ودولة بهلوية، ويقع في قزوين.